# Christopher Massey
Bennet Gregory Christopher Massey (ou Christopher Michael Massey), (Atlanta, Geórgia, 26 de janeiro de 1990) é um ator americano. Ele é mais conhecido pelas suas interpretações como Michael Barret na série Zoey 101, exibido pela Nickelodeon e na série Os ajudantes exibida pelo Boomerang.

## Biografia
Massey começou sua carreira ativa em adolescente, aparecendo em comerciais para o Crunch Cap'n, Pop Tarts e McDonalds, entre outros. Apareceu na Big Momma's House, estrelando Martin Lawrence, e participou também de Punk'd. Ele ganhou o prêmio Outstanding Young Performer in Live Theatre, de 2002, por seu papel como Young Simba em The Lion King (LA). Massey recebeu uma nomeação para o Emmy.